# Ян Адам Круземан
Ян Адам Круземан (нід. Jan Adam Kruseman; нар. 12 лютого 1804, Гарлем, Нідерланди — пом. 17 березня 1862, Гарлем, Нідерланди) — нідерландський художник, дуже прославлений у свій час, але нині майже невідомий.

## Творча біографія
Ян Адам Круземан жив з 1819 до 1822 року і з 1824 до 1851 в Амстердамі, де він навчався у відомого художника Корнеліса Круземана (1797–1857). Той був на 7 років старший троюрідного брата Яна Адама Круземана. З 1822 р 1824 Круземан був у Брюсселі, де він навчався у Франсуа Жозефа Навез (1787–1869) і у Жака-Луї Давида (1748–1825). Повернувшись в Амстердам, він одружився з Аліду де Вріс в 1826 р. У них народилося дев'ятеро дітей, з яких два померли, не проживши й року. У 1836 році родина ще збільшилася з приїздом Петруса Августуса де Хенестета (1829–1861), який залишився один після смерті своєї матері, сестри дружини Яна Адама Круземана. Де Хенестет став найулюбленішим поетом свого покоління.
Ян Адам Круземан був особливо відомий своїми портретами дворян і багатих заможних городян. Він також писав членів нідерландської королівської родини. Це почалося з посмертного портрета російського імператора Олександра I, який Круземан написав в 1833 році на замовлення Адріана ван дер Хопа, багатого амстердамця, щоб подарувати його великій княжні Анні Павлівні (1795–1865), дружині голландського кронпринца Віллема II і сестрі імператора Олександра I (цей портрет знаходиться в Stichting Historische Verzamelingen van het Huis van Oranje Nassau, 's Gravenhage, Nederland). Удача цієї картини призвела до того, що Круземан зміг написати в 1837 році і портрет короля Віллема I і його сина. Коли в 1840 році, після зречення від престолу свого батька, Віллем II став королем, Круземан негайно отримав замовлення, щоб написати офіційний портрет. Він написав ще 6 портретів Віллема II, а в 1852 р, через три роки після смерті короля, портрет його вдови Анни Павлівни (цей портрет знаходиться в Stichting Historische Verzamelingen van het Huis van Oranje Nassau, 's Gravenhage, Nederland).
У всіх портретах кидається в очі, по-перше, дивовижний вираз самовдоволення персонажів, по-друге, як майстерно і детально виписані сукні та костюми.

## Галерея робіт

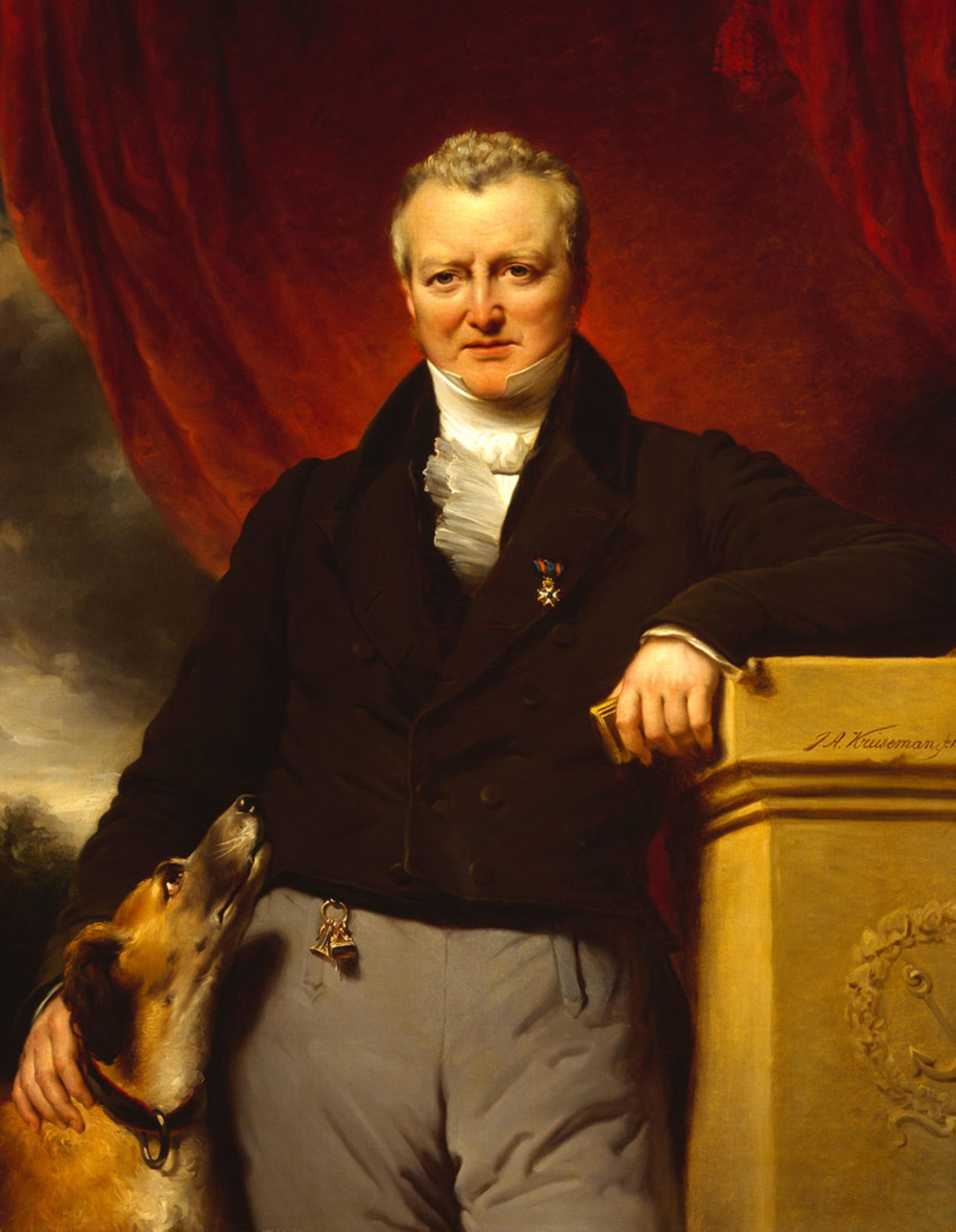
Портрет Адріана ван дер Хопа, Державний музей Амстердама
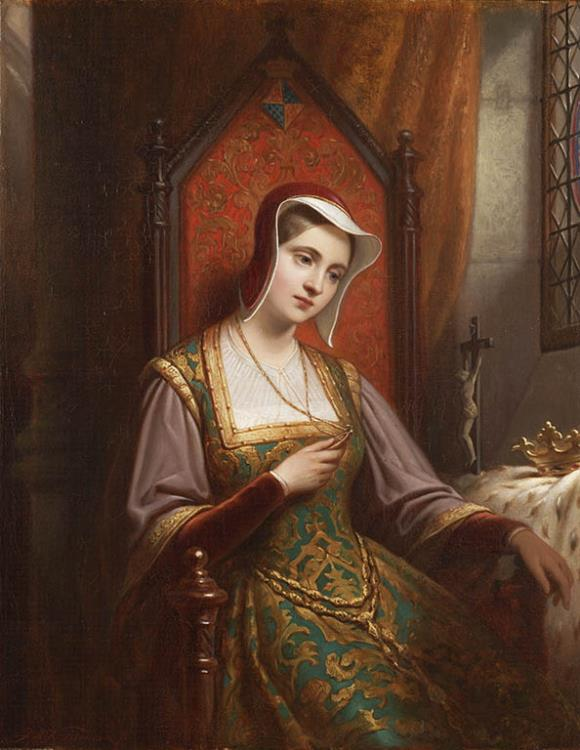
Ада Голландська у вигнанні, Музей Тейлора
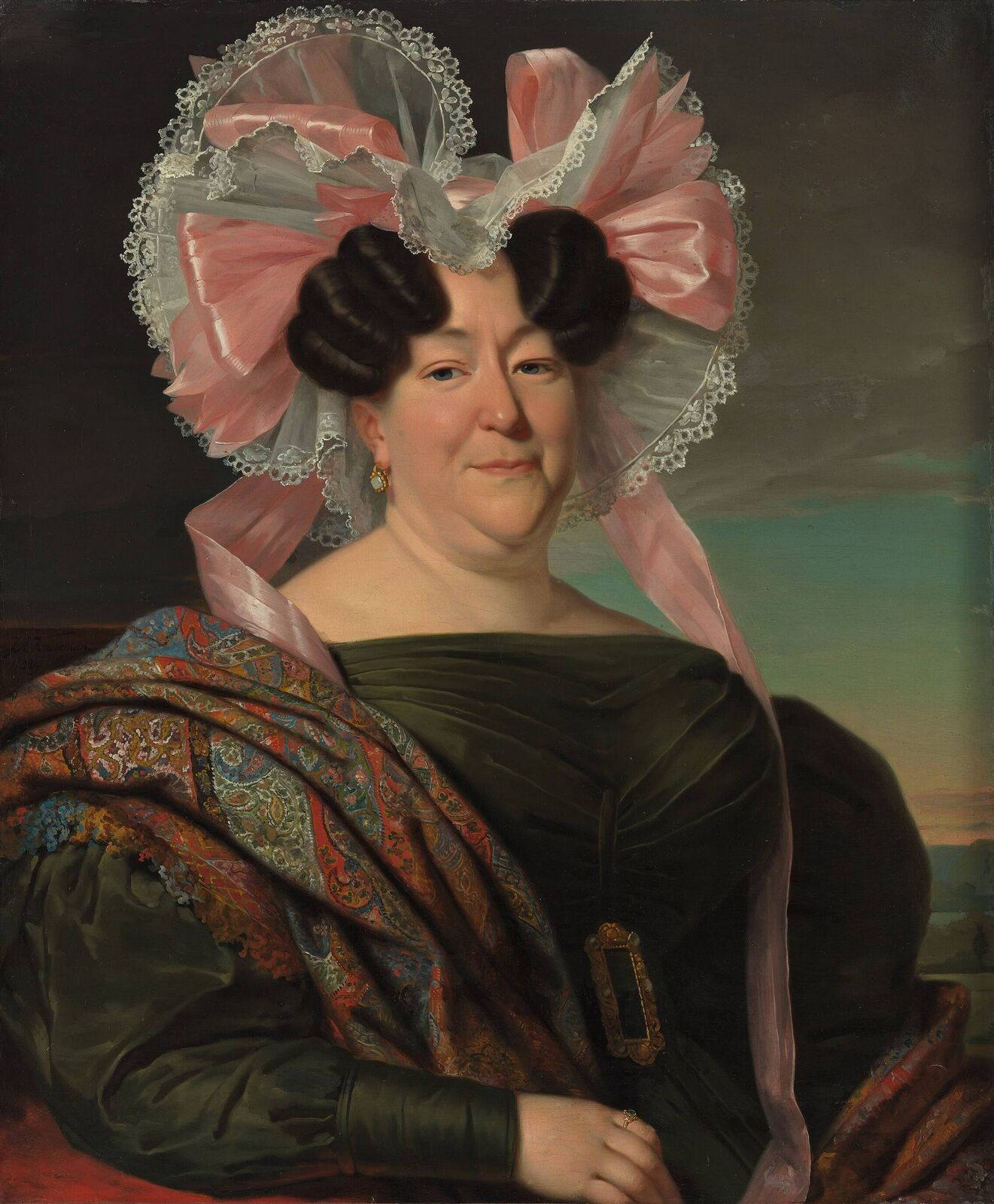
Портрет невідомої жінки, Музей Бойманс ван Бенінгена
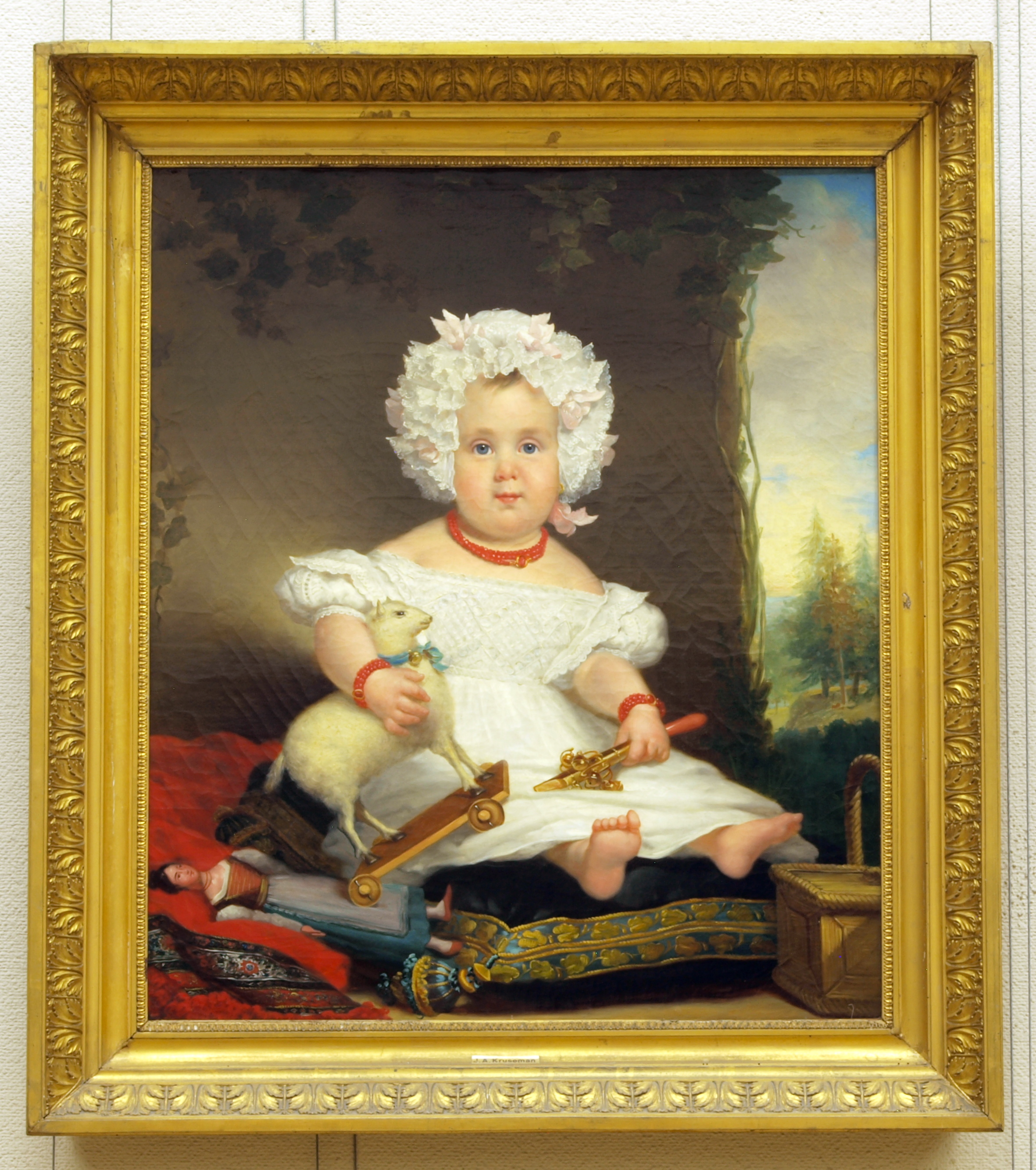
Портрет Катарини Елізабет Ренте Лінсен, Музей Тейлора